# MENA

Nas definições de MENA/WANA geralmente incluem-se os países/territórios:
Quase sempre incluídos
Às vezes incluídos
Raramente incluídos

MENA é uma sigla na língua inglesa referindo-se a regiões do Médio Oriente e Norte da África. Uma alternativa para o mesmo grupo de países é a WANA (Sudoeste Asiático e Norte da África). O termo abrange uma extensa região que se estende do Marrocos ao Irã, incluindo todos os países do Maxerreque e do Magrebe. Este topônimo é aproximadamente sinônimo do termo Grande Oriente Médio.
A população da região MENA, em sua menor extensão, é estimada em cerca de 381 milhões de pessoas.  Isto constitui cerca de 6% da população mundial total. O acrônimo MENA é frequentemente usado na academia, planejamento militar, socorro em desastres, planejamento de mídia como região de transmissão e redação comercial.

## Controvérsia
Devido à ambiguidade geográfica e à natureza eurocêntrica do termo "Oriente Médio", algumas pessoas preferem o uso dos termos Mundo Árabe, WANA (Ásia Ocidental e Norte da África) ou o NAWA menos comum (Norte da África-Oeste da Ásia). Tanto o mundo árabe como a região MENA permanecem os termos mais comuns e são usados pela maioria das organizações, universidades e entidades políticas de forma flexível, incluindo os da própria região. O Banco Mundial, PNUD e até o UNSC usam ambos os termos.

## Lista de países
MENA não tem uma definição padronizada; diferentes organizações definem a região como constituída por diferentes territórios. A seguir, uma lista de países e territórios comumente incluídos.
- Arábia Saudita
- Argélia
- Bahrein
- Catar
- Egito
- Emirados Árabes Unidos
- Iêmen
- Irão
- Iraque
- Israel
- Jordânia
- Kuwait
- Líbano
- Líbia
- Marrocos
- Omã
- Palestina
- Síria
- Tunísia

Outros países às vezes contavam como parte do MENA:
- Afeganistão
- Armênia
- Azerbaijão
- Chade
- Comores
- Chipre
- Chipre do Norte
- Djibuti
- Eritreia
- Etiópia
- Geórgia
- Malta
- Mali
- Mauritânia
- Níger
- Saara Ocidental*
- Somália
- Sudão
- Turquia

## Educação
Segundo o Pew Research Center, 40% da população no MENA completou menos de um ano de ensino primário. A fração é maior para as mulheres, das quais metade está na escola há menos de um ano.

## Religião
O Islã é de longe a religião dominante em quase todos os territórios do MENA; 91,2% da população é muçulmana. A região do Oriente Médio e Norte da África compreende 20 países e territórios com uma população muçulmana estimada em 315 milhões, ou cerca de 23% da população muçulmana do mundo. O termo "MENA" é frequentemente definido em parte em relação aos países de maioria muçulmana que se baseiam nos países localizados na região, embora várias nações na região não sejam dominadas por maioria muçulmana.

## Outros termos

### MENAP
A partir de abril de 2013, o Fundo Monetário Internacional começou a usar uma nova região analítica chamada MENAP (Oriente Médio, Norte da África, Afeganistão e Paquistão), que acrescenta o Afeganistão e o Paquistão aos países do MENA. Agora MENAP é proeminente agrupamento econômico em relatórios do FMI.

### MENAT
O termo MENAT foi usado para incluir a Turquia na lista de países MENA.

## Instabilidade na região
Devido aos ricos recursos, principalmente petróleo e gás, combinados com sua localização entre três continentes (Ásia, África e Europa), a região MENA tem estado em conflito desde o colapso do Império Otomano; notavelmente devido à criação de Israel, um estado judeu entre os países árabes e muçulmanos; Conflito israelo-palestino; a guerra Irã-Iraque; Conflito por procuração Irã-Arábia Saudita; e a ascensão do terrorismo. Os conflitos na região chegaram ao pico mais alto até o momento no século XXI, com incidentes como a intervenção do Iraque nos EUA em 2003 e a subsequente Guerra do Iraque e a ascensão do ISIS; a Primavera Árabe, que espalhou a guerra por toda a região, como a Guerra Civil Síria, a Guerra Civil da Líbia e a Guerra Civil do Iêmen.